# Novi Ligure
Novi Ligure – miejscowość i gmina we Włoszech, w regionie Piemont, w prowincji Alessandria.
Według danych na styczeń 2010 gminę zamieszkiwało 28 687 osób przy gęstości zaludnienia 529,1 os./1 km².
W mieście jest stacja kolejowa Novi Ligure.

## Miasta partnerskie
- Bicester
- Elbasan
- Marignane
- Sorbiers